# Isāf und Nāʾila
Isāf und Nāʾila (arabisch إساف ونائلة) waren zwei Steinidole, die im vorislamischen Mekka verehrt wurden. Nach der arabischen Überlieferung handelt es sich ursprünglich um einen Mann und eine Frau, die in der Kaaba Unzucht miteinander getrieben hatten und deshalb versteinert worden waren. 
Ibn al-Kalbī überliefert die Legende in seinem Götzenbuch, wie folgt: „Sie kamen als Pilger nach Mekka und fanden eine einsame Stelle im Tempel und wurden von den Leuten nicht beachtet. Da trieb er Unzucht mit ihr im heiligen Hause, worauf sie in zwei Steine verwandelt wurden.“
Nach der Überlieferung des mekkanischen Lokalhistorikers al-Azraqī († 837) trug sich die Episode zu der Zeit zu, als der arabische Stamm der Dschurhum über Mekka herrschte. Die beiden Steine seien dann aus der Kaaba entfernt und auf den Hügeln as-Safā und al-Marwa aufgestellt worden, damit sich die Menschen davon mahnen ließen. Im Laufe der Zeit seien sie dann als Götzen verehrt worden. Einige Gelehrte, so al-Azraqī, machten ʿAmr ibn Luhayy, den Stammvater des arabischen Stammes Chuzāʿa, der den Götzendienst in Mekka einführte, für die Verehrung von Isāf und Nāʾila verantwortlich. Er habe die Menschen zu ihrer Verehrung aufgerufen und das damit begründet, dass bereits ihre Vorfahren dies getan hätten. Der Quraischit Qusaiy ibn Kilāb habe dann die beiden Steine zu dem Ort Zamzam bei der Kaaba verbracht, damit dort bei ihnen geopfert würde.
Abū Sufyān ibn Harb, das Oberhaupt des Clans ʿAbd Schams, brachte noch kurz vor der Einnahme Mekkas durch die Muslime bei diesen Idolen Haaropfer dar, schlachtete Tiere für sie und gelobte, bis zu seinem Tode ihnen zu dienen. Nach der muslimischen Einnahme der Stadt im Januar 630 wurden die beiden Steinidole dann zerstört.